# 宇田川信学
宇田川 信学（うだがわ まさみち、1964年 - ）は、日本の工業デザイナー。アメリカ合衆国・ニューヨーク在住。ニューヨーク市地下鉄の鉄道車両R142Aのデザインなどで知られる。

## 略歴・人物
1964年、東京生まれ。1983年、千葉大学工業意匠学科入学。1987年、同大学卒業後、ヤマハデザイン研究所入社。
1991年、米国のクランブルック・アカデミー・オブ・アート入学。同大学院修了後、Emilio Ambasz Design Groupに入社。1992年、Apple Computerに入社。シニアデザイナーとしてPowerBook 5300/3400シリーズなど多数の製品を手がける。95年に退社。
1992年から、Yale University School of Artで教鞭を取る。
1997年には、Sigi Moeslinger とともにデザイン事務所 Antenna を設立。
世界最悪と言われたニューヨークの地下鉄の車両デザインを担当して、安全な地下鉄へと復活させた。2013年には、『ニューヨーク・オブザーバー』紙が選定した「過去25年間で、最も影響力のあるニューヨーカー100人」(The 100 Most Influential New Yorkers of the Past 25 Years) に、Sigi Moeslinger とともに選ばれた。

## 手がけた作品
- ニューヨーク市地下鉄
  - R142A
  - R143 / R160
  - R211
- NYの券売機
- ワシントンメトロ7000系電車

## 受賞
- IDEA金賞
- ID マガジン ベストオブカテゴリー
- 日本グッドデザイン最優秀賞

## メディア
- 『夢の扉＋』（TBS、2013年5月5日）